# Shinano (train)
Pour les articles homonymes, voir Shinano.
Le Shinano (しなの) est un train express existant au Japon et exploité par les compagnies JR Central et JR East, qui relie la ville de Nagoya à la ville de Nagano. Son nom fait référence à l'ancienne province de Shinano.

## Gares desservies
Le Shinano circule de la gare de Nagoya à la gare de Nagano en empruntant les lignes Chūō, Shinonoi et Shin'etsu.
| Nom des gares  |
| -------------- |
| Nagoya         |
| Kanayama*      |
| Chikusa        |
| Tajimi         |
| Ena*           |
| Nakatsugawa    |
| Nagiso*        |
| Agematsu*      |
| Kiso-Fukushima |
| Shiojiri       |
| Matsumoto      |
| Akashina*      |
| Hijiri-Kōgen*  |
| Shinonoi       |
| Nagano         |

Les gares marquées d'un astérisque ne sont pas desservies par tous les trains.

## Matériel roulant
Les services Shinano sont effectués par des rames série 383. Par le passé, ils ont été effectué par des rames séries 381 et KiHa 181.

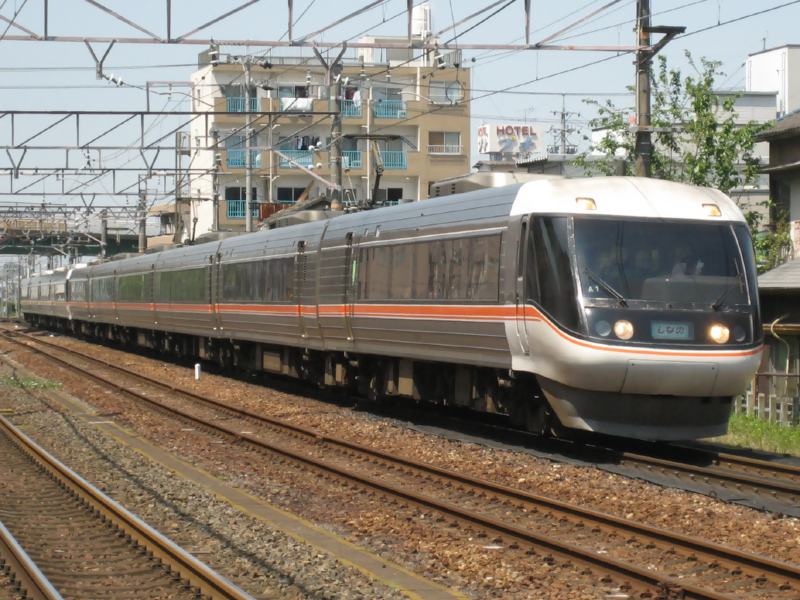
Série 383
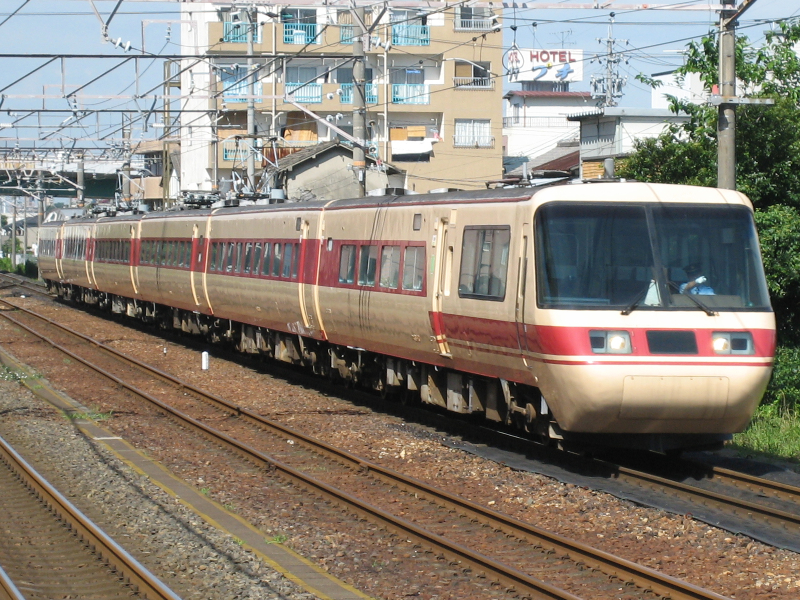
Série 381
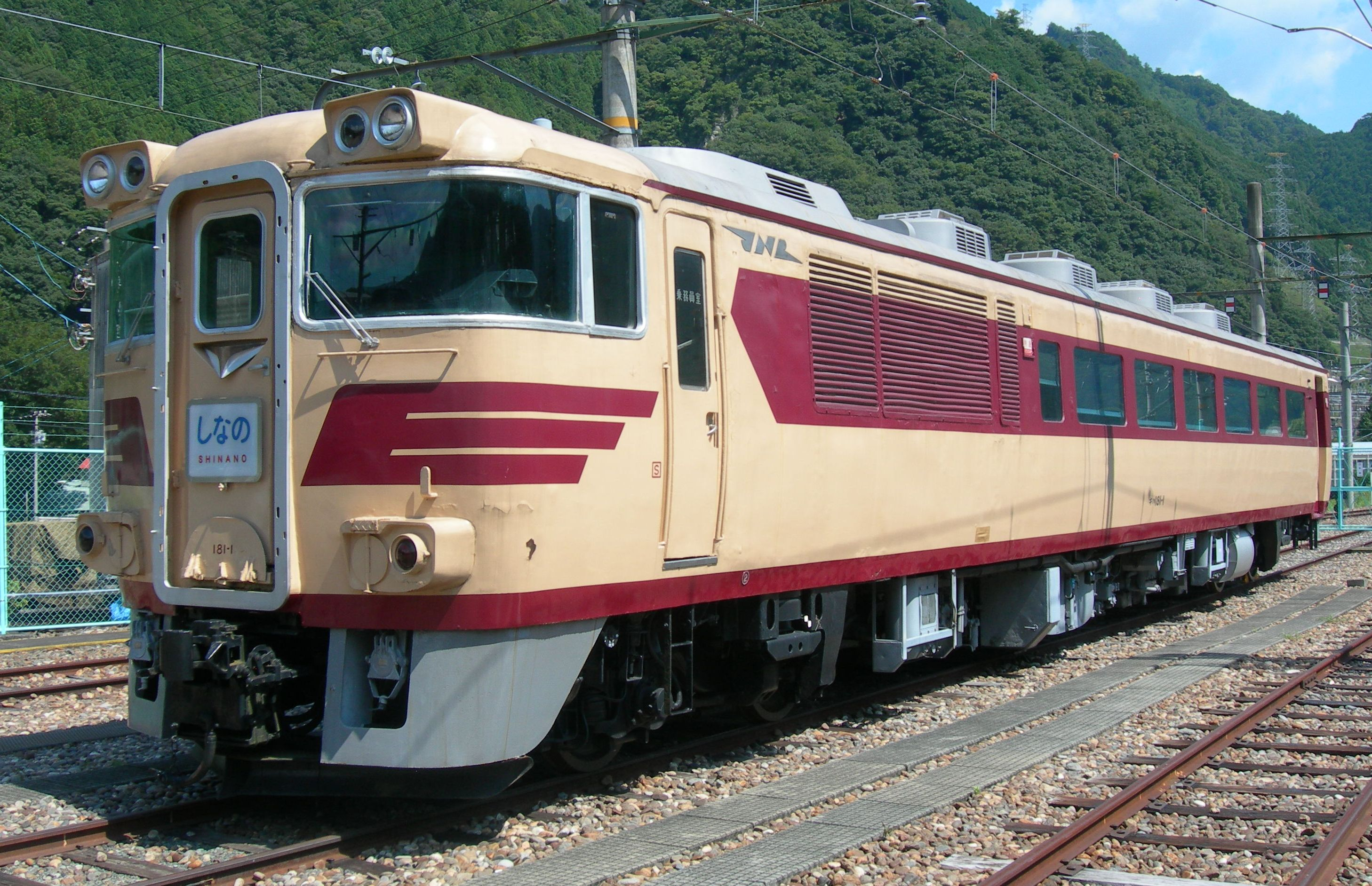
Série KiHa 181

## Composition des voitures
- Série 383 :

| N° de voiture | 1     | 2       | 3       | 4       | 5           | 6           |
| Classe        | Green | Réservé | Réservé | Réservé | Non réservé | Non réservé |